# Turmalina
A Turmalina Natalia Oreiro harmadik albuma, amely 2000 óta az első spanyol nyelven megjelent lemeze.

## A lemez számai
- 1. No Soporto - „Nem bírom”      (3:26)
- 2. Que Digan Lo Que Quieran - „Mondják, amit akarnak”     (3:54)
- 3. Amor Fatal - „Végzetes szerelem”            (3:06)
- 4. Alas De Libertad - „A szabadság szárnyai”      (4:11)
- 5. Canto Canto - „Énekelek, énekelek”      (3:07)
- 6. Cayendo - „Zuhanva”                (3:07)
- 7. Por Verte Otra Vez  - „Látlak majd újra”       (3:26)
- 8. Cuesta Arriba, Cuesta Abajo - „Lejtőn fel, lejtőn le”    (3:40)
- 9. No Va Mas - „Nem megy”                (3:13)
- 10. Pasión Celeste - „Kék szenvedély”        (3:38)
- 11. Mar - „Tengeren”               (4:30)